# Berric
Berric är en kommun i departementet Morbihan i regionen Bretagne i nordvästra Frankrike. Kommunen ligger i kantonen Questembert som tillhör arrondissementet Vannes. År 2022 hade Berric 2 119 invånare.

## Befolkningsutveckling
Antalet invånare i kommunen Berric
| Referens: INSEE |